# Mario Todorić
Mario Todorić (1967. – 24. listopada 2018.), hrvatski novinski fotograf i fotoreporter iz Splita. Snimanjem novinskih fotografija počeo se baviti u 1992. godine u zagrebačkom dopisništvu Slobodne Dalmacije. Poslije nekoliko godina vratio se u Split gdje je radio u sjedištu lista. Fotografije je objavio u Slobodnoj Dalmaciji, Jutarnjem listu, Globusu i drugim listovima. Opus mu je velik nekoliko tisuća fotografija. Također je nekoliko godina uz snimanje bavio se i pisanjem za lovački list Dobra kob.

## Vanjske poveznice
- Dalmacijanews Mario Todorić: In memoriam, Izložba fotografija